# Centaurea gigantea
Centaurea gigantea — вид квіткових рослин айстрових (Asteraceae). Ареал: пн. Ірак, пд.-сх. Туреччина.